# Random! Cartoons
Random! Cartoons es un Nicktoons de nuevas animaciones. Como Oh Yeah! Cartoons, es creado por Fred Seibert y producido por Frederator, en conjunto con Nickelodeon Animation Studios para Nicktoons. Es la cuarta edición de los "laboratorios" de dibujos animados. Fue estrenada el 6 de diciembre de 2008 y terminó el 14 de agosto de 2009. La serie se emitió en repeticiones en Nicktoons al 1 de septiembre de 2014.

## Descripción
Su creador, Fred Seibert, ordenó trece episodios de larga duración (39 cortos de 7 minutos) para el espectáculo, para el espectáculo, que también se le conoce como Oh Yeah! Cartoons cuarta temporada.
A diferencia de Oh Yeah!, no existe ningún host. El 10 de enero de 2006, ASIFA-Hollywood organizó un preestreno de seis cortos, así como una sesión de preguntas y respuestas con los realizadores de los Nicktoons Studios en Burbank, California. Dos de los cortos fueron seleccionados para convertirse en series de televisión y uno de los cortos fue seleccionado para convertirse en una serie en línea. Esos cortos eran Adventure Time, The Bravest Warriors, y Fanboy. Adventure Time comenzó a transmitirse como una serie de larga duración, el 5 de abril de 2010 en Cartoon Network. The Bravest Warriors, bajo el nuevo nombre Bravest Warriors, comenzó a transmitirse el 8 de noviembre de 2012 en Cartoon Hangover. Fanboy, bajo el nuevo nombre Fanboy & Chum Chum, comenzó a transmitirse como una serie de larga duración el 7 de noviembre de 2009 en Nickelodeon.
A finales de marzo de 2013, el espectáculo volvió a durante el día de 10:00 - 11:00 a. m. después de ser transmitido dos veces al mes a las 5:00 a. m. durante mucho tiempo en Nicktoons.

## Lista de cortos
| Prod. Núm. | Segmento                                            | Creador                                                                                             | Fecha de estreno        | Sinopsis | Serie/Corto         |
| ---------- | --------------------------------------------------- | --------------------------------------------------------------------------------------------------- | ----------------------- | --- | ------------------- |
| 1          | "Solomon Fix"                                       | Doug TenNapel                                                                                       | 6 de diciembre de 2008  | Un oso de peluche llamado Salomón Fix es asignado para proteger a un niño llamado Ned, únicamente porque el niño se encuentra cojo. | Corto               |
| 1          | "MooBeard: The Cow Pirate"                          | Kyle A. Carrozza                                                                                    | 6 de diciembre de 2008  | Moobeard con su compañero busca el tesoro de la isla perdida de Hookamookapookalat. | Corto               |
| 1          | "Two Witch Sisters"                                 | Niki Yang                                                                                           | 6 de diciembre de 2008  | Unas hermanas gemelas que son brujas están causando estragos mágico inducidos en un parque. | Corto               |
| 2          | "The Finster Finster Show!: Store Wars"             | Jeff DeGrandis                                                                                      | 7 de diciembre de 2008  | Dos Finster combaten por un pollo congelado antropomórficos en el supermercado. | Corto               |
| 2          | "Adventure Time"                                    | Pendleton Ward                                                                                      | 7 de diciembre de 2008  | Este es el precursor de la popular serie de larga duración, Finn (conocido como "Penn" en el corto) y Jake luchan contra el El rey de hielo para salvar a la Dulce Princesa.                                                                                 | Serie de televisión |
| 2          | "Mind the Kitty"                                    | Anne Walker                                                                                         | 7 de diciembre de 2008  | Tres adolescentes tienen que cuidar a una niña, del gatito psicótico. | Corto               |
| 3          | "Ivan the Unbearable"                               | Andrew Dickman                                                                                      | 13 de diciembre de 2008 | Un vikingo torpe consigue contratiempos que causan destrucción. | Corto               |
| 3          | "Boneheads"                                         | Hadley Hudson                                                                                       | 13 de diciembre de 2008 | Roccos y Bone buscan plátanos. | Corto               |
| 3          | "Tiffany"                                           | Adam Henry                                                                                          | 13 de diciembre de 2008 | Una muñeca debe ayudar a su amiga a superar un miedo a los caballos. | Corto               |
| 4          | "Call Me Bessie!"                                   | Diane Kredensor y Dana Galin                                                                        | 20 de diciembre de 2008 | Una vaca inscribe a su amiga en una clase de buceo ... pero su amiga no quiere ir! | Corto               |
| 4          | "Teapot"                                            | Greg Águilas                                                                                        | 20 de diciembre de 2008 | Dos niños afroamericanos que son fanes de la música rap se van a conocer a un famoso rapero. | Corto               |
| 4          | "Hornswiggle"                                       | Jerry Beck                                                                                          | 20 de diciembre de 2008 | |                     |
| 5          | "Hero Heights"                                      | Raul Aguirre Jr. Y Bill Ho                                                                          | 27 de diciembre de 2008 | En una ciudad donde todo el mundo es un superhéroe, dos mejores amigos se pelean por la chica nueva en la ciudad. | Corto               |
| 5          | "Yaki & Yumi"                                       | Aliki Theofilopoulous                                                                               | 27 de diciembre de 2008 | Un murciélago y un dragón participan en una competición de baile. | Corto               |
| 5          | "Gary Guitar"                                       | Bill Plympton                                                                                       | 27 de diciembre de 2008 | Una guitarra intenta hacer el pícnic perfecto para su novia, un violín. | Corto               |
| 6          | "Krunch and the Kid"                                | Adam Henry                                                                                          | 3 de enero de 2009      | |                     |
| 6          | "Bradwurst"                                         | Angelo di Nallo y Jason Plapp                                                                       | 3 de enero de 2009      | Una salchicha de mal humor sabotea la fiesta de sus amigos. | Corto               |
| 6          | "Dr. Froyd's Funny Farm"                            | Bill Burnett y Jaime Diaz                                                                           | 3 de enero de 2009      | El Dr. Froyd necesita a alguien para comprobar a cabo un experimento científico, pero ninguno de los animales de su granja divertida quieren. | Corto               |
| 7          | "Bravest Warriors"                                  | Pendleton Ward                                                                                      | 10 de enero de 2009     | Cuatro adolescentes, Chris, Beth, Wallo, y Danny, salvan a los perros cerebrales del monstruo de las cosquillas en el espacio exterior. | Serie,(web)         |
| 7          | "Giovanni and Navarro: The Dangerous Duck Brothers" | Pat Ventura                                                                                         | 10 de enero de 2009     | Dos patos quieren romper un registro peligroso. | Corto               |
| 7          | "Sparkles and Gloom"                                | Melissa Wolfe y Anne Walker                                                                         | 10 de enero de 2009     | Sparkles y Gloom, dos hijas de un atractivo príncipe y una malvada bruja, tienen sus poderes cambiados antes del show de talentos en la Escuela Geevil, donde el bien y el mal son los mejores amigos.                                                       | Corto               |
| 8          | "The Infinite Goliath"                              | Mike Gris y Erik Knutson                                                                            | 17 de enero de 2009     | Un supervillano en libertad condicional se traslada a un barrio. | Corto               |
| 8          | "Kyle + Rosemary"                                   | Jun Falkenstein                                                                                     | 17 de enero de 2009     | Un geek y una gótica que juegan juegos MMORPG debe romper su caparazón para estar juntos. | Corto               |
| 8          | "Garlic Boy"                                        | John R. Dilworth                                                                                    | 17 de enero de 2009     | Un ajo con un tónico de curación quiere hacer el bien para la gente. | Corto               |
| 9          | "Flavio"                                            | Mike Milo                                                                                           | 24 de enero de 2009     | Una cabra italiana desea ser inventor. | Corto               |
| 9          | "SamSquatch"                                        | Adam Muto                                                                                           | 24 de enero de 2009     | Un cazador encuentra un cryptid SamSquanch llamado Bigfoot. | Corto               |
| 9          | "Girls on the GO!: First Date"                      | Aliki Theofilopoulous                                                                               | 24 de enero de 2009     | Katerina Metropolis es una adolescente romántica empedernida que sueña acerca de encontrar al chico perfecto. Pero ¿cómo va a manejar esto después de que termina en el peor día de su vida?                                                                 | Corto               |
| 10         | "Victor the Delivery Dog"                           | Niki Yang                                                                                           | 31 de enero de 2009     | Victor tiene que hacer unas entregas antes de la cena. | Corto               |
| 10         | "The Bronk and Bongo Show: Losing Patients"         | Manny Galán Y Alan Goodman                                                                          | 31 de enero de 2009     | |                     |
| 10         | "Thom Cat"                                          | Mike Gris                                                                                           | 31 de enero de 2009     | Un gato de hablar (sorprendente a todo el mundo) ayuda una chica atribulada de un matón. | Corto               |
| 11         | "Sugarfoot"                                         | Erik Knutson                                                                                        | 4 de abril de 2009      | Un chico cuyo seguidor de cowboys y dinosaurios va a un viaje de campo a un museo de su intereses mientras trata con un matón. | Corto               |
| 11         | "Dugly Uckling's Treasure Quest"                    | Guy Vasilovich                                                                                      | 4 de abril de 2009      | Dugly Uckling y su equipo variopinto están fuera de resolver el misterio de la Bobblehead de oro. Batallando en su camino con pantanos, selvas, y los mosquitos asesinos, para llegar a un lugar donde sólo la lógica absurda de Dudley puede salvar el día. | Corto               |
| 11         | "Dr. Dee & BitBoy"                                  | Jun-Kyo Seo, Kong-Yo Kang, y Larry Huber                                                            | 4 de abril de 2009      | Dos niños y un científico en un traje de perro detienen una corporación que busca la creación de adicción de rosquillas. | Corto               |
| 12         | "Super John Doe Junior"                             | Lincoln Peirce                                                                                      | 11 de abril de 2009     | Un superhéroe pierde sus poderes, pero uno de sus fanes lo sufraga en su lugar. | Corto               |
| 12         | "6 Monsters"                                        | Fred Seibert y Alan Goodman, dirigido por Atracar Renzetti, Floyd Obispo, Dan Meth & Pendleton Ward | 11 de abril de 2009     | Las aventuras de seis monstruos en la escuela secundaria el cual están presentes en diferentes estilos de animación. | Corto               |
| 12         | "Ratz-A-Fratz"                                      | Jim Wyatt y Karl Toerge                                                                             | 11 de abril de 2009     | Tres ratas hambrientas deben escapar de un guardia de seguridad. | Corto               |
| 13         | "Lance & Zoopie: Squirly Town"                      | Doug TenNapel                                                                                       | 14 de agosto de 2009    | Una ardilla astuta hiperactiva toma gérmenes de un amigo atado, teniendo directamente una aventura para despejar su cabeza dolorida. | Corto               |
| 13         | "Fanboy"                                            | Eric Robles                                                                                         | 14 de agosto de 2009    | En este precursor a la serie Fanboy y Chum Chum; Fanboy compra su primer Frosty Freezy Congelado. | Serie de televisión |
| 13         | "HandyCat: Bees-nees As Usual"                      | Russ Harris Y G. Brian Reynolds                                                                     | 14 de agosto de 2009    | En el primer día en el trabajo, un felino personal y su perro tratan de deshacerse de algunas abejas molestas con la esperanza de un segundo trabajo. | Corto               |